# クロンカイト・カナダ症候群
クロンカイト・カナダ症候群（クロンカイト・カナダしょうこうぐん、英: Cronkhite–Canada syndrome）とは主に胃、大腸、小腸に100個以上のポリープ（ポリポーシス）が発生する疾患のこと。非遺伝性疾患である。1955年に疾患として独立した。

## 概要
アメリカの内科医Leonard・Cronkhite・Jrと放射線科医Wilma・Jeanne・Canadaにより報告された。非遺伝性で中年以降に発症、男性に多い。

## 病態
ストレスや内服といった外因による発症が多い。
胃、大腸、小腸にポリポーシスを生じる。爪の萎縮、全身の脱毛、色素沈着、味覚異常など外胚葉系の異常が見られる。蛋白漏出性胃腸症を合併する。腹部症状としては腹痛、下痢、食欲不振などがある。
腫瘍性ポリポーシスに比べると稀だが、消化管癌合併の報告がされており胃癌、大腸癌の合併が多い。

## 治療
副腎皮質ホルモン治療が有効。中心静脈栄養を併用する。抗菌剤やヒスタミン受容体拮抗薬の有効性が報告されている。

## 関連疾患
- 家族性大腸腺腫症:胃、十二指腸、大腸にポリポーシスができる常染色体優性遺伝病
- ガードナー症候群（Gardner's syndrome）:大腸腺腫症に頭蓋骨や下顎骨に多発する骨腫、軟部組織（デスモイド等）合併したもの。
- ターコット症候群（Turcot's syndrome）:大腸線維腫に神経系腫瘍が合併したもの
- ポイツ・ジェガーズ症候群：胃、大腸にポリポーシスが発症し、手足に色素沈着が見られる[2]。
- カウデン症候群：消化管にポリポーシスが発症し、顔面に小丘疹、四肢に角化性丘疹、口腔粘膜に乳頭腫が見られる疾患[2]。